# Agathia incudaria
Agathia incudaria är en fjärilsart som beskrevs av Joannis 1929. Agathia incudaria ingår i släktet Agathia och familjen mätare. Inga underarter finns listade i Catalogue of Life.